# Arne Laurin
Arne Laurin, rozený Arnošt/Ernst Lustig (24. února 1889 Hrnčíře – 17. února 1945 New York), byl českožidovský novinář, literární, výtvarný a divadelní kritik, básník a prozaik. Byl blízkým spolupracovníkem T. G. Masaryka a Edvarda Beneše.

## Život
Publikoval v týdeníku Rozvoj, jičínské mutaci týdeníku Pokrokové listy, satirickém dvojtýdeníku Kopřivy, týdeníku Samostatnost, měsíčníku Národní obzor, týdeníku Zádruha, dvojtýdeníku Stopa, dvojtýdenní revue Divadlo, deníku Národní politika a během první světové války v Českých listech, resp. Českém listu. V roce 1918 působil jako redaktor časopisu Domov, roku 1919 se stal zástupcem šéfredaktora deníku Tribuna. Koncem roku 1920 byl přizvaný k přípravě deníku Prager Presse, v jehož redakci působil jako šéfredaktor od roku 1921 do listopadu 1938, kdy mu správní rada Orbisu vypověděla smlouvu.
V lednu 1939 odešel do Francie a následně do New Yorku. Spolupracoval s Edvardem Benešem na formování odboje. Na československém konzulátu v New Yorku založil a vedl zpravodajskou tiskovou agenturu s rozsáhlým zpravodajským archivem.
Arne Laurin zemřel v New Yorku. Byl zpopelněn a v roce 1946 byla jeho urna uložena do hrobu na Novém židovském hřbitově na pražském Žižkově.